# Казанчеев, Олег Алексеевич
Олег Алексеевич Казанчеев (16 апреля 1956, Уфа, Башкирская АССР, РСФСР — 6 марта 2017, Москва, Российская Федерация) — советский и российский актёр театра и кино. Первый в России исполнитель роли Иисуса в рок-опере «Иисус Христос — суперзвезда». Артист Театра на Таганке (1978—1998), театра МГУ МОСТ.

## Биография
В 1978 г. окончил Щукинское театральное училище (руководитель курса — Альберт Григорьевич Буров).
С 1978 по 1998 г. — актёр Театра на Таганке, играл в спектаклях «Борис Годунов» (Гришка Отрепьев), «Пять рассказов Бабеля», «Мастер и Маргарита» (Азазелло). В 1990 г. был приглашен на роль Иисуса в постановку Театра им. Моссовета «Иисус Христос — суперзвезда».
В театре МГУ МОСТ участвовал в спектакле «Уроки любви» (Казанова).
Похоронен в Москве на Донском кладбище.

## Фильмография
- «Ледников» (2013) — Аслан Черменович Кубалов, гендиректор благотворительного фонда
- «Сыщик Самоваров» (2010) — Виктор Петрович Карнаухов, актёр
- «Основная версия» (2010) — Анатолий Борисович Баранов, директор театра
- «Братаны-2. Продолжение» (2010) — Шульц
- «Любовь — не то что кажется» (2009) — Илья Петрович Костюков, компаньон Кошкина
- «Десантура» (2009) — командир центра боевиков
- «Ранетки» (2008—2010) — главный игрок
- «Рыжая» (2008—2009) — отец Хелен
- «Проклятый рай-2» (2008) — продюсер Марлен
- «Зверобой» (2008) — Валериан, колдун
- «Срочно в номер» (2007) — маг
- «Сеть» (2007) — Аль-Садат
- «Комната потерянных игрушек» (2007) — Лев Борисович Богуславский, бывший муж Виолетты, владелец казино
- «07-й меняет курс» (2007) — международный террорист
- «Призвание» (2005), Беларусь/Россия — Ходжа
- «Мужчины не плачут-2» (2005) — Рахим
- «Сыщики-3» (2004) — Альберт Карлович Кунжутов
- «Всадник по имени Смерть» (2004) — эпизод
- «Богатство» (2004) — капитан «Минеоллы»
- «На углу у Патриарших-3» (2003) — эпизод
- «Воры и проститутки. Приз — полёт в космос» (2003) — эпизод
- «День полнолуния» (1998) — Лёха, обитатель квартиры с товаром
- «Иван — наёмник» (1997) (Южная Корея)
- «Электра» (фильм-спектакль) (1992) — Орест
- «Коктейль-мираж» (1991)
- «В Америку по гостевой» (1990)
- «У войны не женское лицо» (фильм-спектакль) (1988) — Олег
- «Портрет» (фильм-спектакль) (1987) — эпизод
- «Последняя дорога» (1986) — д`Аршиак, секундант Дантеса
- «Сорочинская ярмарка» (фильм-спектакль) (1985) — Грицько, парубок, жених Параски
- «Ученик лекаря» (1983), Радомир — главная роль
- «Мы из джаза» (1983), Букин, студент музыкального техникума
- «Людмила» (1982), Вацлав Гавличек, адъютант бронепоезда
- «Повести Белкина. Выстрел» (фильм-спектакль) (1981), офицер
- «Однокашники» (1978), Митя, сын Лобановых
- «Короли и капуста» (1978), Филипе Карено, молодой моряк